# Dipartimento di Realicó
Realicó è un dipartimento argentino, situato nella parte nord della provincia di La Pampa, con capoluogo Realicó.
Esso confina a nord con la provincia di Córdoba, ad est con il dipartimento di Chapaleufú, a sud con quello di Trenel, e ad ovest con quello di Rancul.
Secondo il censimento del 2001, su un territorio di 2.450 km², la popolazione ammontava a 15.302 abitanti, con un aumento demografico dell'8,86% rispetto al censimento del 1991.
Il dipartimento comprende per intero i comuni di Alta Italia, Embajador Martini e Realicó; parte del comune di Ingeniero Luiggi (inclusa la città sede municipale); e parte dei comuni di Parera e Vértiz, le cui sedi municipali però si trovano in un altro dipartimento. Inoltre fanno interamente parte del dipartimento anche le comisiones de fomento di Adolfo Van Praet, Falucho e Maissonave.